# Fear Itself
Fear Itself (no Brasil, Fear Itself: Antologia do Medo) é uma série de televisão de Terror exibida pela NBC e gravada em Edmonton, no Canadá, com duração de 13 episódios. Fear Itself tem um estilo parecido com series como A Quinta Dimensão e Além da Imaginação, todos com histórias fechadas e independentes entre si com Personagens Diferentes, escritas e dirigidas por profissionais de destaque em filmes e séries do género, como Steve Niles entre outros. O projeto é uma parceria da NBC com a Lionsgate e com a IE Indy TV. Os créditos pela criação da série são de Mick Garris (Masters of Science Fiction, Masters of Horror). Os vencedores do Emmy Keith Addis e Andrew Deane (Masters of Horror) são os produtores executivos. Começou a ser exibida em 5 de Junho de 2008, no horário de ER. Seu título é derivado da famosa frase de Franklin Delano Roosevelt: "The only thing we have to fear is fear itself".

## Episódios
A primeira e única temporada tem treze episódios de 45 minutos de duração cada episódio
Episódio 1: The Sacrifice (O sacrifício)
Roteirista: Mick Garris (Riding the Bullet)
Diretor: Breck Eisner
Estrelando: Jeffrey Pierce, Jesse Plemons, Rachel Miner, Mircea Monroe e Stephen Martines
Sinopse: Quando quatro jovens saem para acampar e o carro desses jovens acaba quebrando em uma estradinha no meio do nada perto de uma casa antiga e assustadora. Lá elas encontram três irmãs sinistras que alimentam um vampiro em prol do bem maior.
Episódio 2: Spooked
Roteirista: Matt Venne
Diretor: Brad Anderson (The Machinist)
Estrelando: Eric Roberts, Cynthia Watros, Jack
Noseworthy e Larry Gilliard Jr.
Sinopse: Um detetive por causa do seu novo trabalho, precisa passar a noite em uma casa velha e assombrada e é atormentado pelos espíritos daqueles que ele matou no passado.
Episódio 3: Family Man
Roteirista: Dan Knauf
Diretor: Ronny Yu (Freddy x Jason)
Estrelando: Colin Ferguson, Clifton Collins Jr e Holly Marie Combs
Sinópse: Um homem que passa por uma situação de quase morte troca de corpo com um Serial Killer.
Episódio 4: In Sickness and in Health 
Roteirista: Victor Slava
Diretor: John Landis (Um Lobisomen Americano em Londres)
Estrelando: James Roday e Maggie Lawson
Sinopse: Uma Jovem Noiva recebe um bilhete dizendo que o seu pretendente é na verdade um serial killer.
Episódio 5: Eater
Roteirista: Jonathon Schaech e Richard Chizmar
Diretor: Stuart Gordon (Re-Animator)
Estrelando: Elizabeth Moss, Russel Hornsby, Stephen Lee, Pablo Schreiber e Stephen Hart
Sinopse: Uma policial iniciante precisa passar sua primeira noite no oficio tomando conta de um misterioso criminoso que come suas vitimas e rouba suas identidades.
Episódio 6: New Year's Day
Roteirista: Steve Niles (30 dias de Noite)
Diretor: Darren Lynn Bousman (Jogos Mortais 2, 3 e 4)
Estrelando: Briana Evigan
Sinopse: Uma garota acorda em um mundo dominado por zumbis
Episódio 7: Community
Roteirista: Kelly Kenner
Diretor: Mary Harron (American Psycho)
Estrelando: Brandon Routh e Shiri Appleby
Sinopse: Um casal se muda para o que parece ser uma perfeita comunidade, mas os seus vizinhos começam a ser mais extremistas.
Episódio 8: Skin and Bones
Roteirista: Drew Mcweeny e Scot Swan
Diretor: Larry Fressender (Wendigo)
Estrelando: Ainda em confirmação
Sinopse: Um herdeiro de um rico criador de gado desaparece por alguns dias da fazenda, e retorna possuido por um Wendigo.
Episódio 9: Something With Bite
Roteiristas: Max Lendis
Diretor: Ernest Dickerson (Bones)
Estrelando: Wendell Pierce e Paulo Jair Parker
Sinopse: Uma reinvenção moderna da historia classica do Lobisomen. Um veterinario começa a se transformar em um lobisomem depois que é mordido por um estranho animal trazido para a sua clinica,Enquanto se transforma ele da um novo sentido para sua monótona vida.
Episódio 10: Chance
Roteirista: Lem Dobbs
Diretor: John Dahl
Estrelando: Ethan Embry, Christine Chatelain e Vondie Curtis Hall.
Sinopse: Um homem entra em uma batalha com seu Lado mal.
Episódio 11: The Spirit Box
Roteirista: Joe Gangemi
Diretor: Rupert Wainwright (Stigmata)
Estrelando: Anna Kendrick
Sinopse: Duas estudantes contatam sua amiga falecida através de uma mesa Ouija e descobrem que ela foi assassinada.
Episódio 12: Echoes
Roteirista: Sean Hood
Diretor: Rob Bowman
Estrelando: Aaron Stanford
Sinopse: Um homem que se muda para uma casa que acredita ter vivido numa vida passada e descobre que em sua vida passada era um assassino sádico e agora o espírito dele tenta se apossar do corpo.
Episódio 13: The Circle
Roteiristas: Johnathon Schaech e Richard Chizmar  baseado em conto de Lewis Shiner.
Diretor: Eduardo Rodriguez
Estrelando: Schaech, Ashley Scott, Melanie Nicholls-King e Eric Keenleyside.
Sinopse: Um escritor se encontra com alguns amigos no Halloween e recebem uma arrepiante surpresa .